# Lissac (Górna Loara)
Lissac – miejscowość i gmina we Francji, w regionie Owernia-Rodan-Alpy, w departamencie Górna Loara.
Według danych z 1990 r. gminę zamieszkiwało 228 osób, a gęstość zaludnienia wynosiła 19 osób/km² (wśród 1310 gmin Owernii Lissac plasuje się na 622. miejscu pod względem liczby ludności, natomiast pod względem powierzchni na miejscu 740.).